# Funzione moltiplicativa
In teoria dei numeri, una funzione moltiplicativa è una funzione aritmetica f(n) degli interi positivi n con la proprietà che f(1) = 1 e, se a e b sono coprimi, allora
{\displaystyle f(ab)=f(a)f(b)}
Una funzione aritmetica f(n) è detta essere completamente (totalmente) moltiplicativa se f(1) = 1 e f(ab) = f(a) f(b) per tutti gli interi positivi a e b, anche se non sono coprimi.
Al di fuori della teoria dei numeri, il termine moltiplicativa viene di solito usato per funzioni con la proprietà che f(ab) = f(a) f(b) per tutti i valori di a e b; questo significa che o vale f(1) = 1, oppure che f(a) = 0 per tutti gli a tranne a = 1. Nel seguito dell'articolo si tratterà solo delle funzioni moltiplicative in teoria dei numeri.

## Esempi
Molte importanti funzioni in teoria dei numeri sono moltiplicative. Alcuni esempi:
- {\displaystyle \phi }(n): la funzione phi di Eulero, o funzione totiente, che conta i numeri positivi coprimi (ma non maggiori di) n.
- {\displaystyle \mu }(n): la funzione di Möbius, legata al numero di fattori primi di numeri privi di quadrati.
- MCD(n,k): il massimo comun divisore di n e k, dove k è un intero fissato.
- d(n): Il numero di divisori positivi di n.
- {\displaystyle \sigma }(n): la somma di tutti i divisori positivi di n.
- {\displaystyle \sigma }k(n): la funzione divisore, data dalla somma delle k-sime potenze di tutti i divisori positivi di n (dove k può essere un numero complesso qualunque). Come casi speciali, 
  - {\displaystyle \sigma }0(n) = d(n) e
  - {\displaystyle \sigma }1(n) = {\displaystyle \sigma }(n).
- 1(n): la funzione costante, definita da 1(n) = 1 per ogni n (completamente moltiplicativa).
- Id(n): la funzione identità, definita da Id(n) = n (completamente moltiplicativa).
- Idk(n): la funzione potenza, definita da Idk(n) = nk per ogni numero naturale (o persino complesso) k (completamente moltiplicativa). Come casi speciali abbiamo 
  - Id0(n) = 1(n) e
  - Id1(n) = Id(n).
- {\displaystyle \varepsilon }(n): la funzione definita da {\displaystyle \varepsilon }(n) = 1 se n = 1 e = 0 se n > 1; tale funzione viene a volte chiamata unità moltiplicativa per la convoluzione di Dirichlet o semplicemente funzione unità; a volte la si trova scritta come u(n), da non confondersi con {\displaystyle \mu }(n). (completamente moltiplicativa).
- (n/p), il simbolo di Legendre, dove p è un numero primo fissato (completamente moltiplicativa).
- {\displaystyle \lambda }(n): la funzione di Liouville, collegata al numero di fattori primi che dividono n (completamente moltiplicativa).
- {\displaystyle \gamma }(n), definita da {\displaystyle \gamma }(n)=(-1){\displaystyle \omega }(n), dove la funzione additiva {\displaystyle \omega }(n) è il numero di primi distinti che dividono n.

Un esempio di funzione non moltiplicativa è la funzione aritmetica r2(n) - il numero di rappresentazioni di n come somma dei quadrati di due interi, positivi, negativi, o zero, dove nel contare le rappresentazioni è ammesso cambiare l'ordine degli addendi. Ad esempio,
1 = 12 + 02 = (-1)2 + 02 = 02 + 12 = 02 + (-1)2
e quindi r2(1) = 4 ≠ 1, il che prova che la funzione non è moltiplicativa. Però, r2(n)/4 è moltiplicativa.
Vedi funzione aritmetica per altri esempi di funzioni non moltiplicative.

## Proprietà
Una funzione moltiplicativa è completamente determinata dai valori che assume per le potenze dei numeri primi, come conseguenza del teorema fondamentale dell'aritmetica. Se pertanto n è rappresentabile sotto forma di prodotto di potenze di numeri primi nella forma n = pa qb ..., allora
f(n) = f(pa) f(qb) ...
Tale proprietà riduce significativamente il costo computazionale per ricavare i valori delle funzioni, come si può vedere nei seguenti esempi per  n = 144 = 24 · 32:
d(144) = {\displaystyle \sigma }0(144) = {\displaystyle \sigma }0(24){\displaystyle \sigma }0(32) = (10 + 20 + 40 + 80 + 160)(10 + 30 + 90) = 5 · 3 = 15,
{\displaystyle \sigma }(144) = {\displaystyle \sigma }1(144) = {\displaystyle \sigma }1(24){\displaystyle \sigma }1(32) = (11 + 21 + 41 + 81 + 161)(11 + 31 + 91) = 31 · 13 = 403,
{\displaystyle \sigma }*(144) = {\displaystyle \sigma }*(24){\displaystyle \sigma }*(32) = (11 + 161)(11 + 91) = 17 · 10 = 170.
Similmente abbiamo
{\displaystyle \phi }(144)={\displaystyle \phi }(24){\displaystyle \phi }(32) = 8 · 6 = 48
In generale, se f(n) è una funzione moltiplicativa, e a, b sono due interi positivi qualunque, allora
f(a) · f(b) = f(MCD(a,b)) · f(mcm(a,b)).
Tutte le funzioni completamente moltiplicative sono omomorfismi di monoidi, e sono determinate univocamente dai valori che assumono in corrispondenza dei numeri primi.

## Convoluzione
Se f e g sono due funzioni moltiplicative, si può definire una nuova funzione moltiplicativa, la convoluzione di Dirichlet di f e g, indicata come f * g, nel modo seguente:
{\displaystyle (f*g)(n)=\sum _{d|n}f(d)g(n/d)}
dove la somma viene fatta su tutti i divisori positivi d di n. 
Rispetto a tale operazione, l'insieme di tutte le funzioni moltiplicative diventa un gruppo abeliano; l'elemento identità è {\displaystyle \varepsilon }.
Ecco alcune relazioni convolutive tra le funzioni moltiplicative elencate sopra:
- {\displaystyle \varepsilon } = {\displaystyle \mu } * 1 (la formula di inversione di Möbius)
- {\displaystyle \phi } = {\displaystyle \mu } * Id
- d = 1 * 1
- {\displaystyle \sigma } = Id * 1 = {\displaystyle \phi } * d
- {\displaystyle \sigma }k = Idk * 1
- Id = {\displaystyle \phi } * 1 = {\displaystyle \sigma } * {\displaystyle \mu }
- Idk = {\displaystyle \sigma }k * {\displaystyle \mu }

La convoluzione di Dirichlet può essere definita per funzioni aritmetiche generiche, nel qual caso dà una struttura di anello, l'anello di Dirichlet.